# Salvelinus
Salvelinus is een van de bekendste en meest uitgebreide geslachten van de onderfamilie Salmoninae (echte zalmen), waarin een groot aantal vissoorten die meestal forel, maar soms ook zalm genoemd worden. Salvelinus behoort tot de familie Salmonidae en de orde Salmoniformes.

## Kenmerken
Soorten uit het geslacht Salvelinus verschillen van soorten uit het andere grote geslacht Salmo door onder andere de plaatsing van de tanden in de bovenkaak, zij hebben vaak lichte randen aan de borst-, buik- en aarsvinnen en vaak ook lichte stippen op de flanken (zie afbeelding). Sommige soorten kunnen 80 cm lang worden, maar de meeste zijn kleiner dan 40 cm.

## Taxonomie
- Salvelinus agassizii (Garman, 1885)
- Salvelinus albus Glubokovsky, 1977
- Salvelinus alpinus (Linnaeus, 1758)
  - Salvelinus alpinus alpinus (Linnaeus, 1758) – Trekzalm
  - Salvelinus alpinus erythrinus (Georgi, 1775)
- Salvelinus anaktuvukensis Morrow, 1973
- Salvelinus andriashevi Berg, 1948
- Salvelinus boganidae Berg, 1926
- Salvelinus colii (Günther, 1863)
- Salvelinus confluentus (Suckley, 1859)
- Salvelinus curilus (Pallas, 1814)
- Salvelinus czerskii Drjagin, 1932
- Salvelinus drjagini Logashev, 1940
- Salvelinus elgyticus Viktorovsky & Glubokovsky, 1981
- Salvelinus evasus Freyhof & Kottelat, 2005
- Salvelinus faroensis Joensen & Tåning, 1970
- Salvelinus fimbriatus Regan, 1908
- Salvelinus fontinalis (Mitchill, 1814) – Bronforel
- Salvelinus gracillimus Regan, 1909
- Salvelinus grayi (Günther, 1862)
- Salvelinus gritzenkoi Vasil'eva & Stygar, 2000
- Salvelinus inframundus Regan, 1909
- Salvelinus jacuticus Borisov, 1935
- Salvelinus japonicus Oshima, 1961
- Salvelinus killinensis (Günther, 1866)
- Salvelinus krogiusae Glubokovsky, Frolov, Efremov, Ribnikova & Katugin, 1993
- Salvelinus kronocius Viktorovsky, 1978
- Salvelinus kuznetzovi Taranetz, 1933
- Salvelinus lepechini (Gmelin, 1789)
- Salvelinus leucomaenis 
  - Salvelinus leucomaenis imbrius Jordan & McGregor, 1925
  - Salvelinus leucomaenis leucomaenis (Pallas, 1814)
  - Salvelinus leucomaenis pluvius (Hilgendorf, 1876)
- Salvelinus levanidovi Chereshnev, Skopets & Gudkov, 1989
- Salvelinus lonsdalii Regan, 1909
- Salvelinus mallochi Regan, 1909
- Salvelinus malma 
  - Salvelinus malma malma (Walbaum, 1792)
  - Salvelinus malma miyabei Oshima, 1938
- Salvelinus maxillaris Regan, 1909
- Salvelinus murta (Saemundsson, 1908)
- Salvelinus namaycush (Walbaum, 1792) – Amerikaanse meerforel
- Salvelinus neiva Taranetz, 1933
- Salvelinus neocomensis Freyhof & Kottelat, 2005
- Salvelinus obtusus Regan, 1908
- Salvelinus perisii (Günther, 1865)
- Salvelinus profundus (Schillinger, 1901)
- Salvelinus salvelinoinsularis (Lönnberg, 1900)
- Salvelinus schmidti Viktorovsky, 1978
- Salvelinus struanensis (Maitland, 1881)
- Salvelinus taimyricus Mikhin, 1949
- Salvelinus taranetzi Kaganowsky, 1955
- Salvelinus thingvallensis (Saemundsson, 1908)
- Salvelinus tolmachoffi Berg, 1926
- Salvelinus umbla (Linnaeus, 1758)
- Salvelinus vasiljevae Safronov & Zvezdov, 2005
- Salvelinus willoughbii (Günther, 1862)
- Salvelinus youngeri Friend, 1956